# San Miguel (Jaén)
El poblado de San Miguel, es una pedanía dependiente de la ciudad de Úbeda. en la provincia de Jaén (Andalucía)
Creado en la década de los años cincuenta por el Instituto Nacional de Colonización, organismo dependiente del Ministerio de Agricultura. Fue visitado e inaugurado oficialmente por el entonces jefe del Estado Francisco Franco el 20 de abril de 1961. 
El pueblo junto con otros de la época, se encuentra situado en las vegas altas del río Guadalquivir y fue construido como parte del Plan Jaén (1953), El cual fue un plan de obras para la colonización, la industrialización y la electrificación de la provincia durante el franquismo. 

## Historia
El arquitecto que proyectó el pueblo fue José Manuel González Valcárcel. En sus inicios estaba dotado de diversos edificios e infraestructuras comunes en la mayoría de pueblos creados por el Instituto Nacional de Colonización. 
Estos edificios eran la iglesia, la escuela de niños, la escuela de niñas, las casas de los maestros, el edificio de la cooperativa o Hermandad sindical, el edificio del teleclub o biblioteca y el edificio de la sección femenina. Además de diversas tiendas de ultramarinos y bares que se situaban en varias de las actuales viviendas, además de llegar a contar con cementerio, aunque este no llegó a ser utilizado. Durante sus años de esplendor, el pueblo era una revolución arquitectónica dentro de la línea de los pueblos de colonización, siendo los tejados de todos los edificios realizados en vez de en teja tradicional, en sistema de terrazas, además de contar la iglesia con excelentes artículos litúrgicos además de las vidrieras emplomadas y el desaparecido altar, atribuyéndose ambos seguramente al artista Antonio Hernández Carpe. Oficialmente se construyeron 57 viviendas en el pueblo, siendo este terminado en el año 1956 aproximadamente. 
El pueblo sobre la década de los años 80, sufrió una despoblación debido a la emigración de la población del campo a las grandes poblaciones y capitales. Muchos de sus habitantes devolvieron la titularidad de las casas al Instituto Nacional de Colonización, quedando el pueblo prácticamente abandonado.
Sobre la década de los años 2000 muchos descendientes de antiguos colonos del pueblo volvieron para reacondicionar las viviendas, además de otros que adquirieron las viviendas que quedaron vacías. En la actualidad el pueblo se encuentra con la gran mayoría de sus viviendas habitadas, las viviendas originales se han ido modificando adaptando a las comodidades a los tiempos actuales, siendo muchas de estas utilizadas como casas de vacaciones o segundas residencias de las poblaciones de los alrededores.
- Datos: Q102064139